# Acalypha campylostyla
Acalypha campylostyla é uma espécie de flor do gênero Acalypha, pertencente à família Euphorbiaceae.